# Leucolepas longa
Leucolepas longa is een rankpootkreeftensoort uit de familie van de Eolepadidae. De wetenschappelijke naam van de soort is voor het eerst geldig gepubliceerd in 2003 door Southward & Jones.